# Novella (Korsika)
Novella (korsisch Nuvella) ist eine Gemeinde auf der französischen Insel Korsika. Sie gehört zur Region Korsika, zum Département Haute-Corse, zum Arrondissement Calvi und zum Kanton L’Île-Rousse.

## Geografie
Novella liegt auf ungefähr 400 Metern über dem Meeresspiegel in der Balagne. Die Gemeinde grenzt
- im Nordosten an Urtaca,
- im Osten an Lama,
- im Südosten an Pietralba,
- im Süden an Castifao,
- im Südwesten an Olmi-Cappella,
- im Westen an Palasca.

## Verkehr
Die örtliche Hauptstraße ist die Départementsstraße D12 und verbindet die Route nationale 197 mit der Route nationale 1197.
Der Haltepunkt Novella liegt an der Bahnstrecke Ponte-Leccia–Calvi.

## Bevölkerungsentwicklung
| Jahr      | 1962 | 1968 | 1975 | 1982 | 1990 | 1999 | 2004 | 2006 | 2009 | 2012 |
| --------- | ---- | ---- | ---- | ---- | ---- | ---- | ---- | ---- | ---- | ---- |
| Einwohner | 184  | 121  | 110  | 97   | 55   | 68   | 74   | 75   | 91   | 88   |

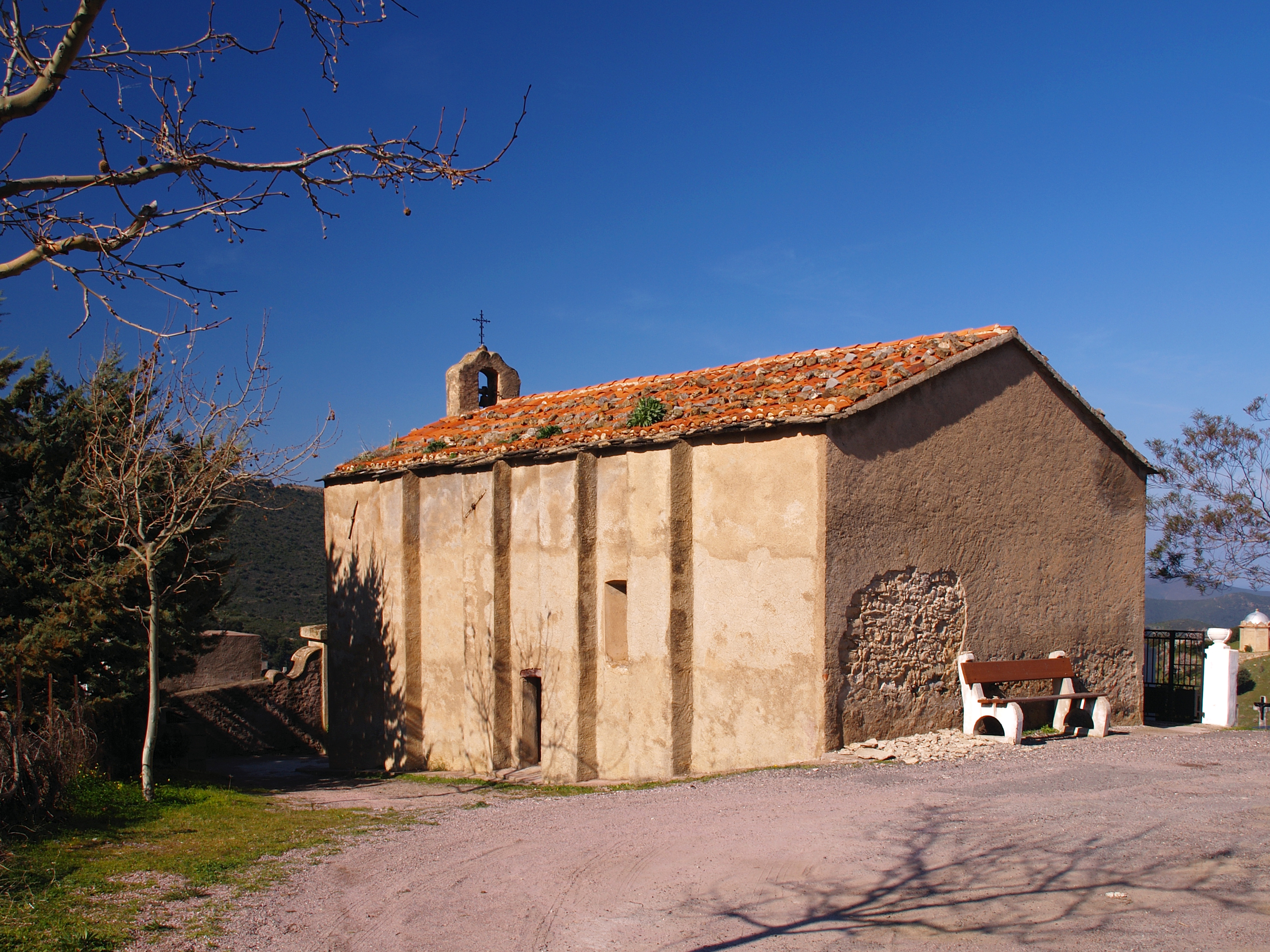
Kirche Saint-Michel
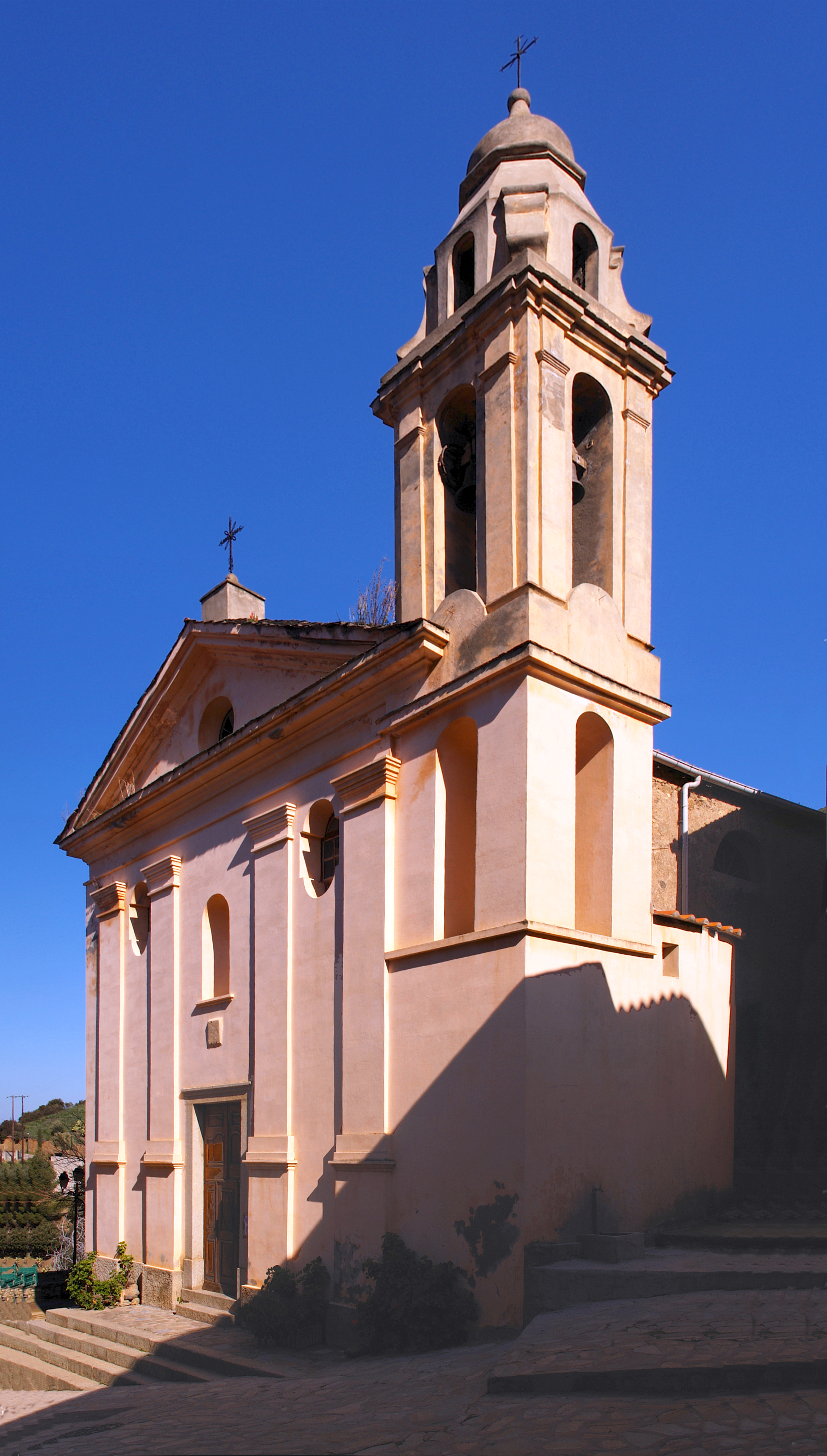
Kirche Santa-Croce
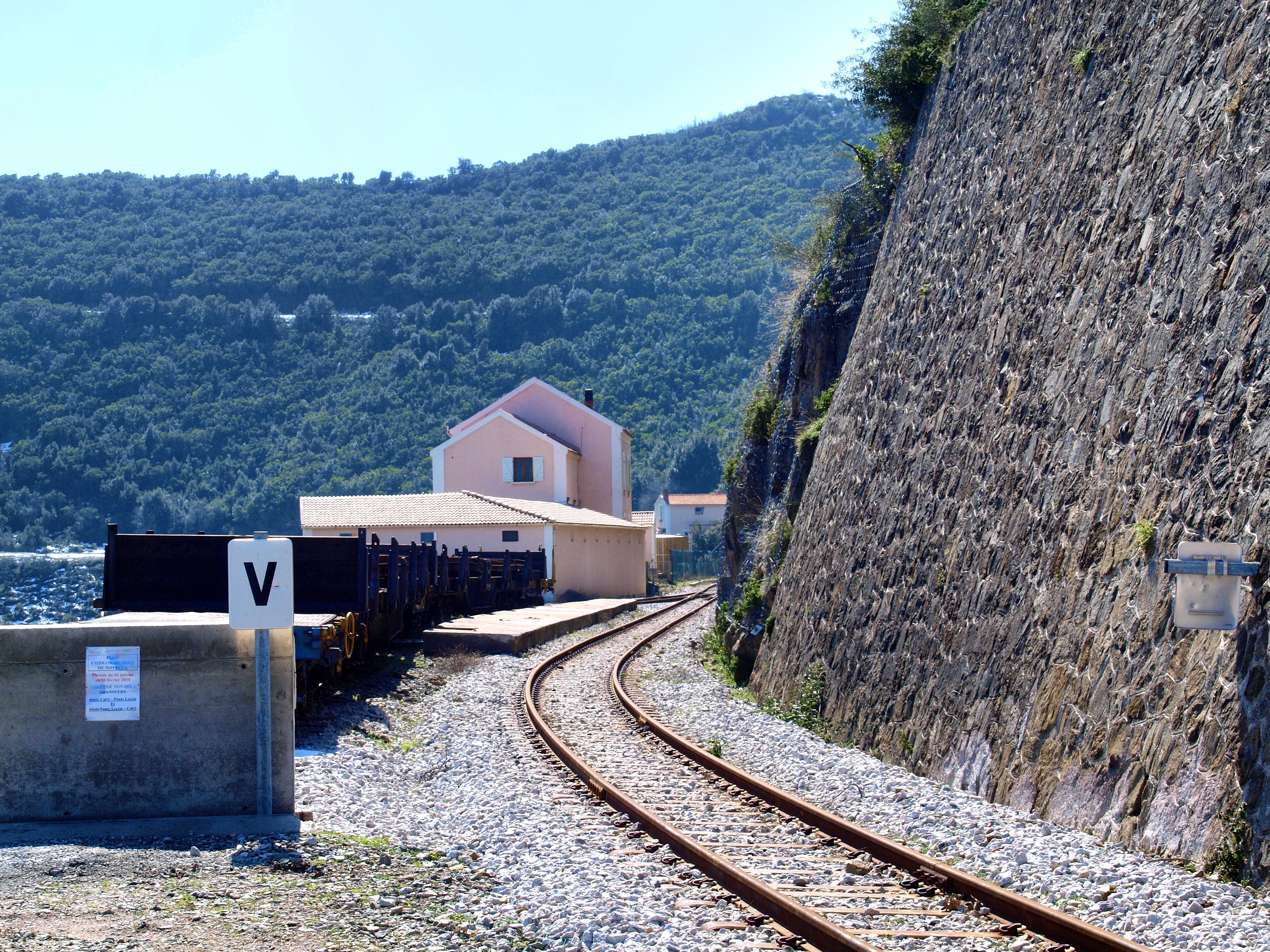
Der Bahnhof von Novella an der Eisenbahnlinie Ponte-Leccia - Calvi der Chemins de fer de la Corse